# ولادملوك (دار بلعماري)
ولادملوك هي إحدى مشيخات المملكة المغربية، تتبع جغرافيا لإقليم سيدي سليمان وإداريًا لدار بلعماري. يقدر عدد سكانها بـ 7029 نسمة حسب الإحصاء الرسمي للسكان والسكنى لسنة 2004.